# タロッサ
タロッサ王国（タロッサおうこく、英語: Kingdom of Talossa、タロッサ語:del Regipäts Talossa）は、現存する最古のミクロネーションのひとつで、1979年に、当時14歳のロバート・ベン・マディソンがウィスコンシン州のミルウォーキーに作ったものである。また、初めてウェブ上で存在感を示したミクロネーションのひとつでもあり、依然として最も有名なもののひとつである。
地球上のいくつかの場所、特にミルウォーキーの一部を領土（大タロッサ地域）として主張しているものの、タロッサという国もその主張も国連やその他の国から公式に承認されたものではない。人口は221人 。

## 政治
タロッサは立憲君主国で、首相および内閣、君主、Ziuと呼ばれる両院制の立法府（下院はCosa、上院はSenätsと呼ばれる。）が存在する。法律や政治機関があるところは、普通の国と同じである。
現在、立法府で優勢な政党はRUMP。

## 文化
タロッサの文化としては、一般にタロッサ語が最も浸透している。またSF文化が盛んであり、ウォー・シミュレーションゲームは国民的な娯楽で、それの祝日まである。

## 歴史
ミルウォーキーに住む14歳のロバート・ベン・マディソン (Robert Ben Madison) によって、1979年12月26日に建国された。それは彼の母親が死んでまもないころである。その時の領土はマディソンの寝室のみであり、フィンランド語で「家の中」という意味の「talossa」を国名として採用した。

### 発展
マディソンは、青春期の間、手書きの新聞の出版や、国旗・国章のデザインなどをして、タロッサ王国を維持し続けたが、この当時のメンバーは約1ダースの親戚と知人だけだった。しかし、1990年代の半ばに、ニューヨーク・タイムズやWiredなどに掲載された一連の記事により、タロッサのウェブページは何十万人もの読者の注目を集め、数ダースの新しい"国民"が加わることとなった。この頃、マディソンは、自分が「ミクロネーション」ということばの生みの親であると主張し始めた。

Pengöpäts（タロッサが主張する領土）の位置

その後の何年か、タロッサ王国は、政党、選挙、法律、政府機関があるロールプレイングゲームのように動き続けた。しばらくの間、タロッサフェストという集会が、年に1度ミルウォーキーで開かれていた。この頃、マディソンや他のタロッサ国民によって、神話上の先史時代のことまで遡る王国の詳細な歴史が書き記されたほか、タロッサ語が発明されて、その文法や、28,000語を収録した辞書が作られた。国歌が作られたのもこの頃であり、タイトルはChirluscha àl Glheþ で、"Stand Tall, Talossans" と英訳される。長年のうちにタロッサの主張する領土範囲は、マディソンの子供の頃の寝室から、ミルウォーキーのイースト・サイド地区、フランスのセザンブル島、南極大陸のマリーバードランドにまで広がっていた。南極大陸のものは、タロッサ語で「ペンギンの土地」という意味の「Pengöpäts」と呼ばれる。

### 分裂

タロッサ共和国の国旗

他のタロッサ国民への憎み合いの結果として、反体制派グループの何人かのメンバーが2004年6月1日にタロッサ共和国を建国した。王国と再統一することを投票で決定した2012年時点で、人口は18人だった。
マディソンは、2005年8月までタロッサ王国の国王の座に居座り続けたが、移住手続きに関する論争の後に、彼の8歳の孫息子を後継者に指名して退位した。これにより、国王ルイ1世が即位することとなった。ルイ1世は2006年11月に退位し、1997年成立のタロッサの憲法によってジョン・W・ウーリーが後継者に選ばれ、2007年3月14日にジョン王として即位した。
2011年12月、タロッサ共和国と王国の代表者は、2012年に2か国を再統一して、再び1つのミクロネーションに戻ることで合意した。2012年3月29日に共和国側で再統一に関する住民投票が行われ、4月5日に結果が発表された。有権者18人中13人が投票し、賛成10、棄権3、反対0だった。これにより、タロッサ共和国は4月19日に正式に消滅し、共和国民のうち望む者はタロッサ王国の国民になった。